# Svensk-etiopiska barnsjukhuset

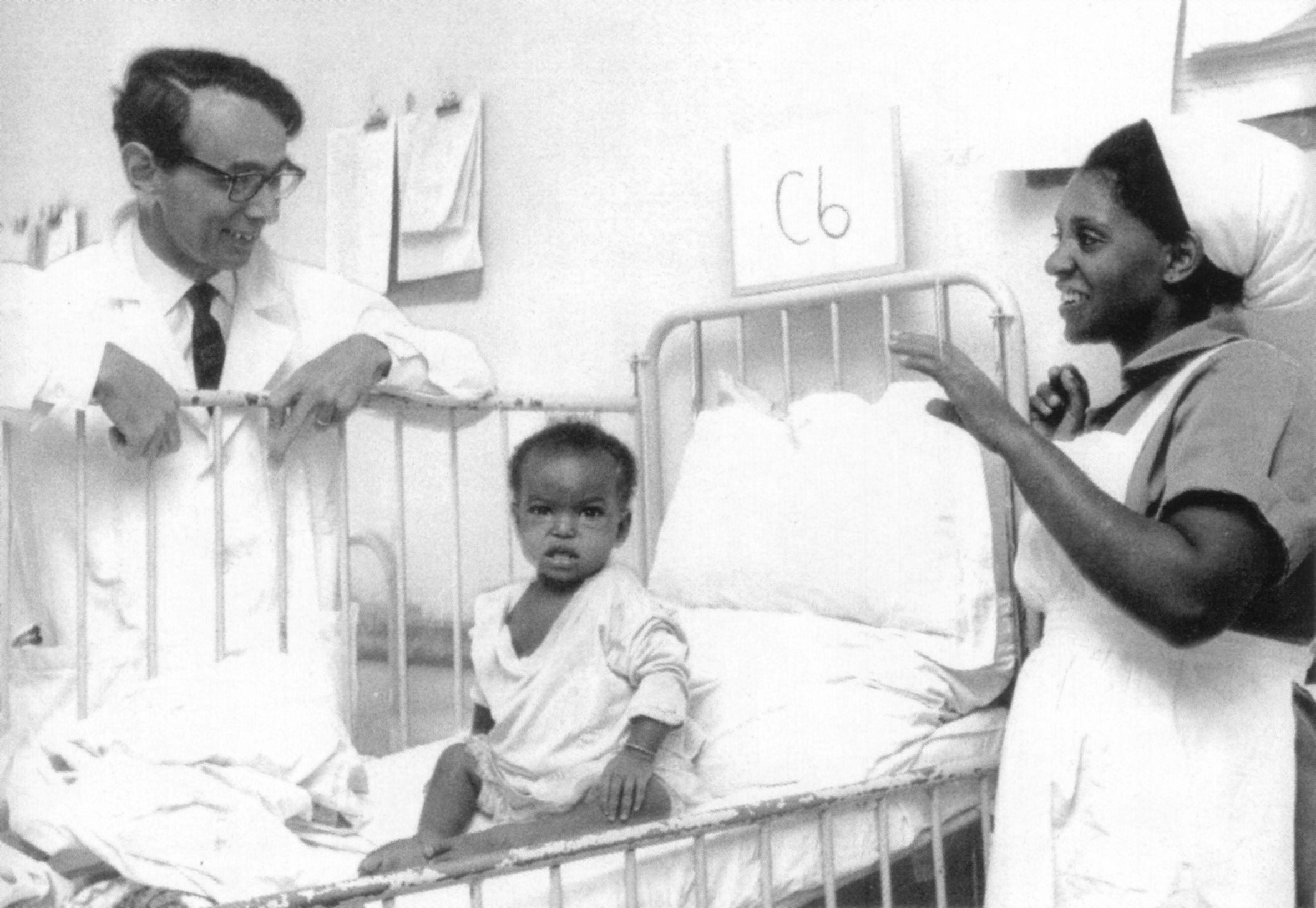
Docent Yngve Larsson och en sköterska med en liten patient på ESPC, 1960-tal.

Svensk-etiopiska barnsjukhuset, engelska: Ethio-Swedish Pediatric Clinic (ESPC), är en pediatrisk klinik i Addis Abeba, Etiopien, grundad 1957 i samarbete med den svenska Nämnden för internationellt bistånd, och efter 1965 understödd av efterträdaren Sida. 
Sjukhuset är sedan ca 10 år efter grundandet en del av Haile Selassie I University i Addis Abeba. ESPC stöddes av Sida fram till 1974 då det integrerades i Black Lion Hospital, och kliniken är fortfarande aktiv utan stöd från Sida.

## Verksamma personer (urval)
- Edgar Mannheimer, chef 1957-1965
- Yngve Larsson, barnläkare 1964-1965, chef 1965-1970
- Yngve Hofvander, barnläkare 1958–1962